# Megingaud (Eichstätt)
Megingaud († 28. April 1014/1015) war Fürstbischof von Eichstätt von 991 bis 1014/1015.

## Herkunft
Megingaud, auch Megingoz, stammte aus einem edelfreien Geschlecht, das mit Kaiser Heinrich II. verwandt war. Megingaud befand sich bei seiner Ernennung im Gefolge Ottos III. in Italien, der ihn wenige Tage vor seinem Tod noch mit einem Diplom ausstattete.

## Leben und Wirken

### Megingauds Position bei der Gründung des Bistums Bamberg
1007 wurde das Bistum Bamberg gegründet. Heinrich II. versuchte damit auf kirchenpolitischem Wege seinen Einfluss in der Region auszubauen. Das Bistum Eichstätt und das Bistum Würzburg waren dabei aufgefordert Gebietsabtretungen an das neue Bistum unter Eberhard I. zu machen. Während der Würzburger Bischof Heinrich I. Gebiete abgab, besaß Megingaud die Position, sich den Ansprüchen zu verwehren. Allerdings fügte sich sein Nachfolger Gundekar I. mit umfangreichen Abtretungen. Durch den nachweislich regelmäßigen Austausch von Geschenken, standen der Würzburger Bischof und Megingaud in engen Kontakt miteinander. Das Verhältnis zwischen Megingaud und Heinrich II. war getrübt, dies lässt sich auch indirekt aus der Tatsache schließen, dass Beurkundungen Heinrichs II. für Eichstätt fehlen und Megingaud, entgegen anderen Eichstätter Bischöfen, nicht im Gefolge des Kaisers erscheint und auch nicht an wichtigen Versammlungen im Reich teilnimmt.

### Weitere Lebensdaten
Während eine mittelalterliche Quelle, der Anonymus von Herrieden (um 1075), in seinen Bischofsviten dem Nachfolger Megingauds Gundekar die ausschweifende Jagdleidenschaft zum Vorwurf macht, scheint ein damit verbundener für das Bistum unvorteilhafter Erwerb eines Jagdgebietes an der Grenze zu Ungarn nach Franz Heidingsfelder in die Zeit Megingauds zu fallen. Auch die Beurteilung Megingauds durch den Anonymus lässt sich als Kritik an dessen Sinnesfreuden unter Vernachlässigung seiner geistlichen Pflichten zusammenfassen.
Megingaud hat 1014 den Heiligen Koloman ein zweites Mal beigesetzt. Nach dem Pontifikale Gundekarianum ist als Sterbejahr Megingauds 1014 angegeben, was zu verschiedenen Widersprüchen führt. Alfred Wendehorst spricht sich daher für die Annahme von 1015 als Sterbejahr aus.